# A.T.A.
A.T.A. is een omnisportclub uit Groenland die gevestigd is in Nuuk waarvan de voetbalafdeling het bekendst is. 
De club werd in 1960 opgericht en speelt in het Nuuk Stadion waar plaats is voor 2.000 toeschouwers en waar een gravelveld ligt. De voetbalafdeling werd nooit Groenlands kampioen.